# روپرت دوئتسی
روپرت دوئتسی (لاتین: Rupertus Tuitiensis; ۱ ژانویهٔ ۱۰۷۵ – ۴ مارس ۱۱۲۹) راهب، و الهی‌دان، متکلم، مفسر (متن) و نویسندهٔ نیایش‌سرایی بود. روپرت به احتمال زیاد در سال‌های ۱۰۷۵–۱۰۸۰ در لیژ یا اطراف آن به دنیا آمد، و طبق عادت، خانواده‌اش در آنجا به‌عنوان یک راهب به صومعه بندیکتین سنت لوران در لیژ، که یک نسل بود، آورده شد. پیش از این به یک مرکز قابل توجه یادگیری، از جمله ریاضیات، هیجوگرافی و شعر تبدیل شده بود. در آنجا روپرت در نهایت پیشه رهبانی شد و زیر نظر ابوت توانا، برنگار، آموزش دید. در سال ۱۰۹۲، در چارچوب درگیری بین پاپ و امپراتوری، معروف به مناقشه سرمایه‌گذاری، که در آلمان نزدیک به ۵۰ سال جنگ داخلی (۱۰۷۶–۱۱۲۲) را دربر گرفت، روپرت به دیگر راهبان پیوست.
بر اساس منابع مختلف، در حدود ۱۱۰۶ یا ۱۱۰۹ او توسط اسقف لیژ، اوتبرت، یک شخصیت قدرتمند و از حامیان نزدیک امپراتور هنری چهارم، به عنوان کشیش منصوب شد.